# Illusions in G major
Illusions in G major is een lied dat Jeff Lynne schreef voor het Electric Light Orchestra (ELO). Lynne arrangeerde het tevens in samenwerking met Richard Tandy en Louis Clark. Het maakt deel uit van het conceptalbum Eldorado - A Symphony by the Electric Light Orchestra over een dagdromer. In dit geval handelt het over een rock-'n roll-muzikant die zijn hart lucht bij de psychiater. Hij vertelt van visioenen waarbij hij meent te horen dat personeel liedjes neuriet ("humming tunes that sounded like") van The Rolling Stones en Leonard Cohen, vervolgens ziet hij een vliegtuig waarbij de piloot gedichten uitspreekt ("poems that were written by") van John Keats en Robert Browning.
Illusions in G major (Nederlands: Illusies in G-majeur) met een tijdsduur van 2:36 werd in 1975 op de B-kant geperst van Can't Get It Out of My Head (Warner Bros. single catalogusnummer WB 16150). Het werd zo nu en dan ook meegeperst op verzamelalbums van ELO.